# Відділення фізики гірничих процесів Інституту геотехнічної механіки ім. М. С. Полякова НАН України
Інститу́т фі́зики гірни́чих проце́сів НАН Украї́ни (з 19.01.2022 — Відділення фізики гірничих процесів Інституту геотехнічної механіки ім. М. С. Полякова НАН України) — одна з провідних науково-дослідних організацій України, що спеціалізується на проведенні фундаментальних досліджень у галузі фізики вугілля і гірничих процесів. Із заснування і до 2012 року інститут очолював Алексєєв Анатолій Дмитрович, член-кореспондент НАН України, академік АГНУ і РАЕН, професор, доктор технічних наук.

## Історія
Інститут фізики гірничих процесів НАН України створено 2002 року відповідно до постанови № 105 Президії НАН України шляхом реорганізації Відділення фізико-технічних гірничих проблем ДонФТІ ім. О. О. Галкіна НАН України.
Основи ІФГП заклав академік НАН України О. О. Галкін — засновник Донецького фізико-технічного інституту НАН України.
Первинно, за ініціативою академіка О. О. Галкіна, у 1967 році у ДонФТІ було створено лабораторію фізики надвисокого тиску для виконання фундаментальних і прикладних досліджень на потребу вугільної промисловості регіону. З розширенням тематики і числа кваліфікованих наукових співробітників лабораторію у 1976 році було перетворено у відділ Фізики гірничих порід. Відділ брав участь у виконанні Державної програми «Создать новые технологии, материалы и изделия на основе природных дисперсных систем»; Республіканської науково-технічної програми «Энергокомплекс»; Регіональних науково-технічних програм «Донбас», «Вугілля», «Метал», «Машинобудування».
1987 року при відділі створено галузеву науково-дослідну лабораторію подвійного підпорядкування: Національній академії наук і Міністерству вугільної промисловості України. Це дозволило відділу тісніше співпрацювати з вугільними підприємствами й організаціями Донецького регіону при створенні перспективних способів і засобів управління станом гірничого масиву з метою забезпечення безпечного й ефективного видобування вугілля.
1992 року відділ і лабораторія загальним рішенням Президії Національної академії наук і Міністерства вугільної промисловості були перетворені у Відділення фізико-технічних гірничих проблем, а в 1996 році за рішенням Президії НАН України, Відділенню був наданий статус юридичної особи.
З 2002 року Інститут фізики гірничих процесів діє як самостійна структурна одиниця НАН України у таких наукових напрямках як фізика гірничих процесів на великих глибинах, створення способів активного управління станом гірничого масиву, розробка фізико-хімічної технології переводу вугільних пластів у викидонебезпечний стан, розробка методик прогнозування стану гірничого масиву та земної поверхні при затопленні вугільних шахт.
Інститут фізики гірничих процесів сьогодні є однією з провідних наукових організацій України і світу за напрямком «Фізика вугілля і гірничих процесів на великих глибинах».
В різні роки в інституті працювали (й деякі працюють досі) відомі вчені: член-кореспондент НАН України, д.ф.-м.н., проф., Заслужений діяч науки та техніки України, Лауреат Державної премії в галузі науки, член Українського фізичного товариства Цимбал Л. Т.; д.т. н., проф., академік АГНУ, Лауреат Державної премії в галузі науки, Заслужений Шахтар України, Заслужений Гірничорятувальник Грядущий Б. А.; д.т. н., проф. Гавриленко Ю. М.; д.ф.-м.н., член Українського фізичного товариства, член Нью-Йоркської академії наук Гохфельд В. М.; д.т. н., проф. Гребьонкін С. С.; д.т. н., проф., Заслужений Шахтар України Гріньов В. Г.; д.т. н., проф. Заслужений Шахтар України Ільюшенко В. Г.; д.т. н., проф., Лауреат Державної премії Ільяшов М. О.; д.т. н., проф. Креніда Ю. Ф.; д.т. н., проф., член Міжнародного бюро з гірничої теплофізики, Лауреат премії Скочинського, нагороджений двома срібними та однією бронзовою медалями ВДНХ СРСР Кузін В. О.; д.т. н., проф., акад. АГНУ, член Міжнародної академії наук екології та безпеки життєдіяльності Маєвський В. С.; д.т. н., проф., Заслужений діяч науки та техніки України Пашковський П. С.; д.т. н., проф. Антипов І. В.; д.т. н. Піталенко Є. І.
Інститут розташовувався в Донецьку. Після російської збройної агресії на сході України був переміщений до Дніпра. З 2022 реорганізований у відділення ІГТМ НАНУ.

## Наукова діяльність
Основні напрямки наукової діяльності інституту:
- теоретичні та експериментальні дослідження будови та сорбційних властивостей вугілля методами радіофізики;
- дослідження фазового стану метану у вугіллі;
- створення унікального обладнання для вивчення властивостей вугілля і гірських порід при різних тисках, температурах та видах навантаження;
- розробка способів прогнозу і управління станом гірничого масиву.

### Наукові школи
В інституті діють такі наукові школи в галузі технічних наук:
Фізика вугілля, заснована академіком О. О. Галкіним, видатними представниками якої є член-кореспондент НАН України, д.т. н., проф. А. Д. Алексєєв; д.ф.-м.н., проф. Е. П. Фельдман; д.ф.-м.н., проф. В. М. Юрченко. Напрями науково-технічної діяльності школи — дослідження властивостей вугілля та гірських порід і поведінку їх при об'ємному нерівнокомпонентному навантаженні при високих рівнях стискаючих напружень; дослідження фазового стану метану у вугіллі при високих тисках; фундаментальні, прикладні дослідження.
Серед основних наукових досягнень школи слід відзначити дослідження, які встановлюють, що органічна речовина вугілля утворює з газами метастабільні однофазові системи з типу твердих розчинів. Це дозволяє оцінити запаси газу у вугіллі та, з урахуванням метану у виді твердого розчину, вважати вугільні родовища України як вуглегазові. А також встановлення критеріїв руйнування гірничих порід при об'ємному нерівнокомпонентному навантаженні при високих рівнях стискаючих напружень, що дозволило розробити способи прогнозу та боротьби з газодинамічними явищами у вугільних шахтах.
Фізика гірничих процесів, заснована чл.-кором НАН України, академіком АГНУ і РАЄН, д.т. н., проф. А. Д. Алексєєвим, видатними представниками якої є: д.ф.-м.н., проф. Е. П. Фельдман; д.т. н., проф. М. О. Ільяшов; д.т. н., проф. В. Є. Жуков; д.ф.-м.н., проф. П. І. Поляков; д.т. н., в.н.с. В. М. Ревва; д.т. н., в.н.с. Г. П. Старіков. Напрями науково-технічної діяльності школи — фізика гірничих процесів на великих глибинах; створення способів активного управління станом гірничого масиву; розробка фізико-хімічних технологій переведення вугільних пластів у викидонебезпечний стан; розробка методик прогнозування стану гірничого масиву і земної поверхні при затопленні вугільних шахт, що виводяться з експлуатації; фундаментальні, прикладні дослідження.
Серед основних наукових досягнень школи слід відзначити такі:
- Дослідження методом ЯМР кінетики газовиділення метанонасиченого вугілля різних марок.
- Вперше встановлено, що сорбційні властивості вугілля після узагальненого руйнування зсувом найменші, а швидкість десорбції найбільша. Отже, зміна сорбційних властивостей вугілля після руйнації свідчить про те, що структура вугілля перетерплює зміни не тільки на макрорівні, але і на мікрорівні. Також вперше експериментально визначено, що обробка вугілля розчинами ПАР зменшує закриту пористість вугілля у середньому у 2 рази.
- Розроблена апаратура для вивчення сумісної дії температури та тиску на вугільну речовину.
- Експериментально методом ЯМР досліджено динаміку структурних змін у вугільній речовині в умовах гідростатичного стиснення. Виявлено створення рухомого флюїду в органічній масі обробленого тиском вугілля.
- Вперше розроблена фізична модель системи «вугілля-газ», яка дозволяє оцінювати ступінь впливу метанонасиченості об'єму відкритих і закритих пор, швидкості зміни напруженого стану на її стійкість.
- Встановлено особливості розвитку геомеханічних процесів у гірничому масиві при закритті вугільних шахт та припиненні водовідливу. Розроблено методи прогнозу виникнення деформацій поверхні для найскладніших гірничо-геологічних умов.

В Інституті більш ніж 35 років виконуються роботи, спрямовані на дослідження напружено-деформованого стану вугілля і гірських порід на великих глибинах, фазового стану метану у вугіллі та розробку способів активного управління станом вуглепородного масиву, що ґрунтуються на фізико-хімічній обробці вугілля водними розчинами поверхнево-активних і хімічно-активних речовин. Тому основними задачами наукового колективу Інституту були і залишаються проведення фундаментальних досліджень в області фізики вугілля і гірничих процесів, дослідження властивостей і стану гірських порід при високих нерівнокомпонентних навантаженнях, розробка способів прогнозу стану гірничого масиву і викидонебезпечності, розробка способів активного впливу на вугільні пласти для запобігання викидів вугілля і порід та управління фазовим станом метану.

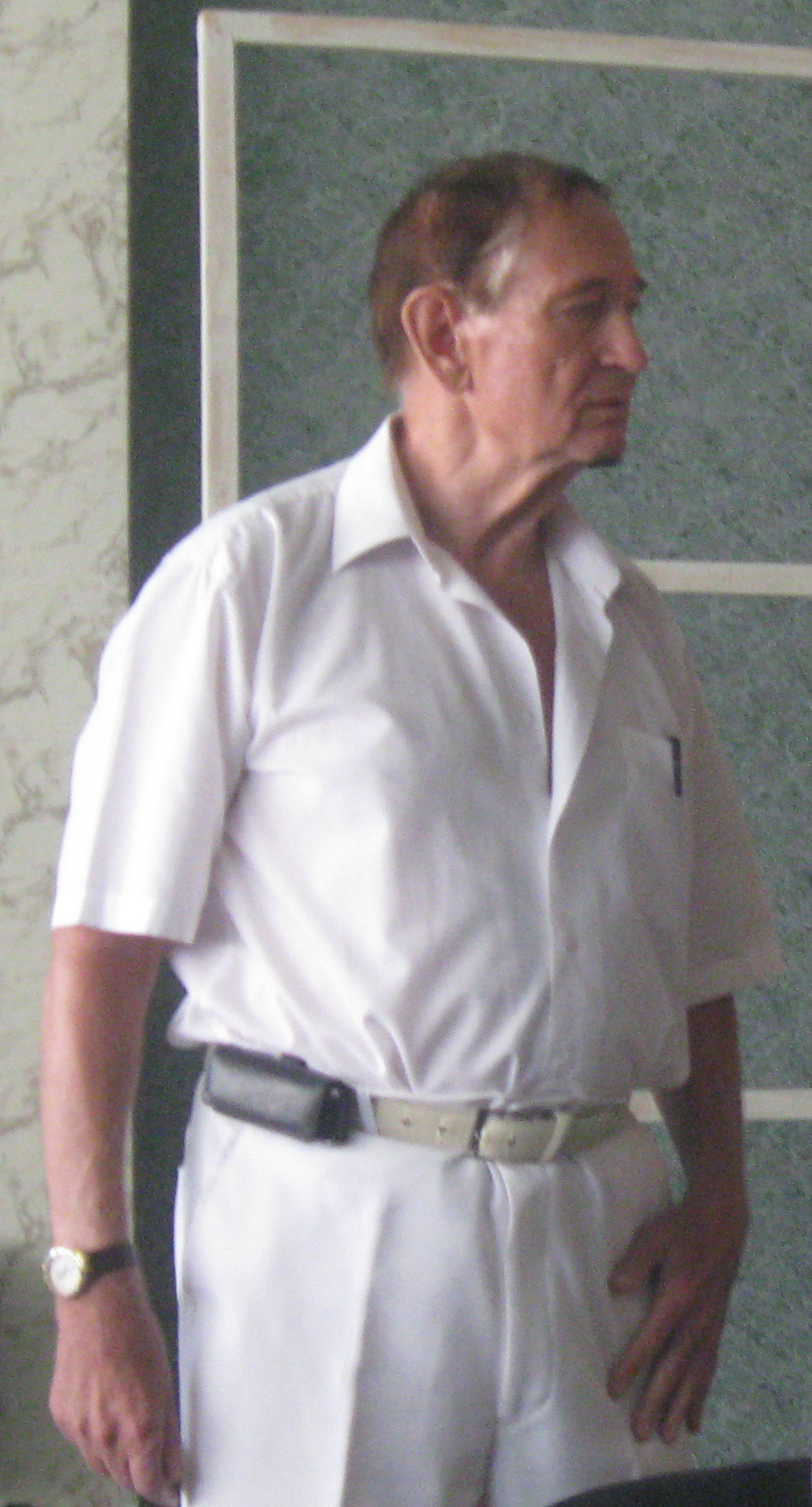
Директор ІФГП, проф. А. Д. Алексєєв

За увесь час існування ІФГП (лабораторія, відділ, відділення, інститут) незмінним його директором є член-кореспондент НАН України, академік АГНУ і РАЕН, доктор технічних наук, професор, Лауреат Державної премії України в галузі науки і техніки, Заслужений Шахтар України А. Д. Алексєєв. Під його керівництвом була заснована наукова школа «Фізики гірничих процесів», де сформувалися науковці, які на базі досліджень структури вугільної речовини та фізичних властивостей гірничих порід, розробили нові методи та способи управління станом гірничого масиву при розробці вугільних пластів Донбасу, що дозволило поліпшити умови безпеки праці шахтарів.

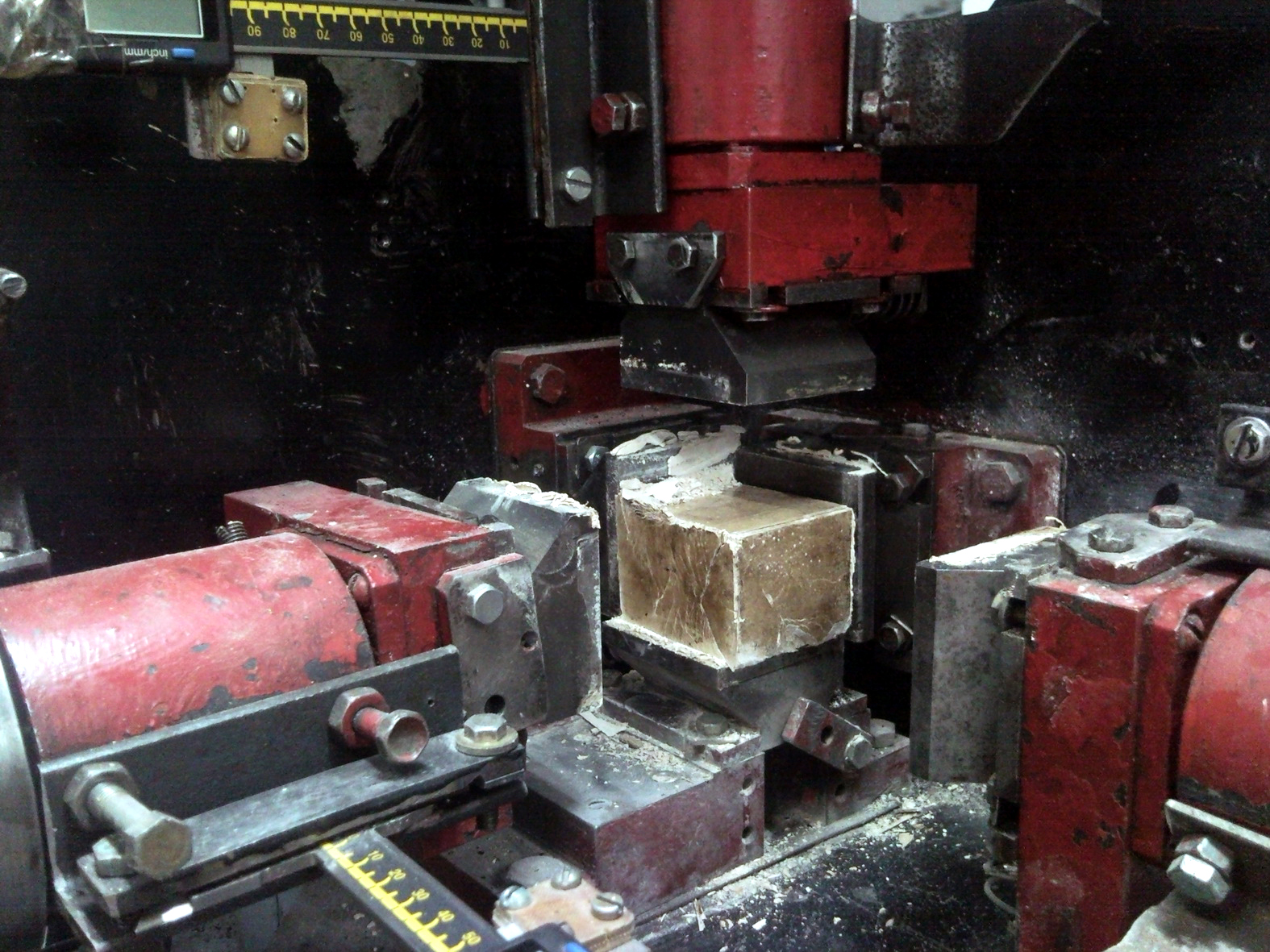
Дослідження зразка невибухової розширюваної суміші в тестовій камері УНТС

Під керівництвом професора А. Д. Алексєєва вперше в СРСР була розроблена та створена у 1972 році унікальна установка нерівнокомпонентного трьохосьового стиснення УНТС, яка дозволяє незалежно по трьох осях створювати стискаючі напруження до 1100 МПа при замкнутій камері, що надало змогу моделювати напружений стан гірничого масиву для глибин до 5000 м. Була зроблена одна із перших робіт у світовій практиці із застосуванням методу ЯМР для вивчення фазових переходів у вугіллі при тисках до 1000 МПа, визначені поліморфні переходи у кварці при руйнуванні гірських порід під дією високого тиску.
Вивчаючи властивості вугілля та гірських порід і поведінку їх при об'ємному нерівнокомпонентному навантаженні при високих рівнях стискаючих напружень, Алексєєв А. Д. створив новий напрямок в науці: управління станом вуглепородного масиву, що зараз є узвичаєним. Наукові дослідження в цьому напрямку дозволили А. Д. Алексєєву розробити способи прогнозу та боротьби з газодинамічними явищами у вугільних шахтах.
Досліджуючи фазовий стан метану у вугіллі при високих тисках, А. Д. Алексєєву вдалося відкрити раніш невідому «властивість органічної речовини вугілля утворювати з газами метастабільні однофазні системи з типу твердих розчинів». Це відкриття дозволяє оцінити запаси газу у вугіллі та, з урахуванням метану у виді твердого розчину, вважати вугільні родовища України як вуглегазові.

### Сучасні дослідження
Основні наукові задачі Інституту: Проведення фундаментальних досліджень в області фізики вугілля і гірничих процесів: у цьому напрямку в інституті, вперше у світі, методами радіофізики (ядерний магнітний і електронний парамагнітний резонанси) досліджується структура і сорбційні властивості вугільної речовини з метою удосконалення способів впливу на вугільні пласти, піддані газодинамічним явищам. Так само розглядаються механізми взаємодії поверхнево-активних речовин і хімічно активних речовин з органічною масою вугілля.
Використання методики ЯМР широких ліній дозволило одержати точнішу інформацію про поводження метану у вугіллі.
На основі аналізу теоретичних і експериментальних результатів встановлено, що найважливішими параметрами, що визначають стійкість системи «вугілля-газ» є концентрація метану у відкритих і закритих порах, швидкість зміни градієнта напруженого стану, механічні характеристики вугільного пласту, і кількість вологи, що обмежує дифузію метану з закритих пір.
Дослідження властивостей і стану гірничих порід при високих нерівнокомпонентних напруженнях. Для проведення експериментальних досліджень у цьому напрямку створена унікальна установка, яка не має аналогів, що дозволяє на реальних гірничих породах моделювати об'ємний напружений стан для глибин до 5 км із будь-яким співвідношенням головних напруг і досліджувати їхній граничний стан з урахуванням швидкості навантаження і зміни ступеня порушеності.
Серед найважливіших наукових результатів у напрямку теоретичного й експериментального досліджень деформування і руйнування в умовах об'ємного нерівнокомпонентного навантаження варто відзначити теоретично отримані умови граничного стану тріщинуватих порід при об'ємному навантажені з обліком фізико-механічних і технологічних характеристик.
Розробка способів прогнозу стану гірничого масиву. Роботи в цьому напрямку присвячені питанням оцінки стану гірничого масиву по фізико-механічних властивостях порід для розробки методів прогнозу малоамплітудних розривних порушень і викидонебезпечності пісковиків у підготовчих виробках на пологих пластах. На основі результатів фундаментальних досліджень розроблено критерії і параметри способів прогнозу викидонебезпечності при розкритті вугільних пластів, категоризації пластів за ступенем викидонебезпечності, прогнозу осередків викидів при проведенні пластових підготовчих виробок і класифікації газодинамічних явищ, які відбулися (раптові викиди й обвалення), що пройшли апробації на вугільних шахтах, які розробляють викидонебезпечні вугільні пласти.
Розробка способів активного впливу на вугільні пласти для запобігання викидів вугілля і порід та управління фазовим станом метану. Вперше було виконано експериментальні дослідження геомеханічних процесів навколо щитових вибоїв, як в безпосередній, так і в основній покрівлі та отримані нові закономірності проявлення процесу зсуву гірничого масиву.

### Підготовка наукових кадрів
В інституті відкрито аспірантуру та докторантуру, працює Спеціалізована Вчена рада Д.11.184.02 по захисту докторських та кандидатських дисертацій з двох спеціальностей: 05.15.02 «Підземна розробка родовищ корисних копалин»; 05.15.11 «Фізичні процеси гірничого виробництва». 
В інституті видається збірник наукових праць «Фізико-технічні проблеми гірничого виробництва», який входить до переліку фахових спеціалізованих видань України (категорія Б).

### Публікації, відкриття
Вчені інституту опублікували більш ніж 600 наукових праць, серед них 16 монографій, отримано 44 патенти й авторських посвідчення, розроблені і впроваджені на шахтах країни 12 способів прогнозу і управління станом гірничого масиву, що ввійшли до нормативних документів галузі.
Серед них можна відзначити найвпливовіші: Монографії:
- Разрушение горных пород в объёмном поле сжимающих напряжений/Алексеев А. Д., Ревва В. Н., Рязанцев Н. А./Отв. редактор Береснев Б. И., Донецкий физико-технический институт. — Київ: Наукова думка, 1989. — 168 с.
- Алексеев А. Д., Зайденварг В. Е. и др. Радиофизика в угольной промышленности. — М.: Недра, 1992. — 184 с.
- Алексеев А. Д., Сургай Н. С. Прогноз и управление состоянием горного массива. — Киев: Наукова думка. — 1994. — 201 с.
- Alexeyev A. D., V. G. Ilyushenko, V. I. Kuzyara. Coal mass state: NMR-ANALYSIS AND CONTROL. Київ: Наукова думка, 1995. — 223 с.
- Решение геоэкологических и социальных проблем при эксплуатации и закрытии угольных шахт / Янукович В. Ф., Азаров Н. Я., Алексеев А. Д. и др. — Донецк, ООО «АЛАН». — 2002. — 480 с.

Стандарти:
- Галузевий стандарт України 101.24647077.001-2003. Прогнозування осередків викидів вугілля і газу у вибої пластової підготовчої виробки / Алексєєв А. Д., Старіков Г. П., Кольчик Є. І., Лобков М. І. та інші. — 15 с.
- КД 12.10.05.01-99. Прогноз выбросоопасности при вскрытии крутых и крутонаклонных пластов. Методические указания / Алексеев А. Д., Стариков Г. П., Недодаев Н. В. — 23 с.(рос.)
- КД 12.01.05.070-2001. Спосіб відрізнення раптового обрушення (висипання) вугілля від викиду для експертної оцінки типу ГДЯ. — 21 с.
- Провітрювання шахтних накопичувальних бункерів вугілля у нормальному режимі роботи та аварійних ситуаціях. Методи розрахунків. ГСТУ 10.1-04675545-007-2003. Пашковський П. С., Греков С. П., Зінченко М. І., Кошовський Б. І., Смоланов І. М., Тинда Г. Б., Алексєєв А. Д., Шевченко Л. В. — 16 с.
- Алексеев А. Д., Шевченко Л. В., Смоланов И. Н. и др. Метод определения времени образования в горных выработках, пройденных по пласту, опасных концентраций метана и других УВ при пожарах с учетом сорбционных свойств угля. СТП утв. 11.11.2002 № 143/1 ЦШ ГВГСС. — Донецк. — 2002. — 18 с.(рос.)

Співробітники інституту є авторами наукового відкриття «Властивість органічної речовини вугілля утворювати з газами метастабільні однофазні системи по типу твердих розчинів».